# Kutyski (rejon krzemieniecki)
Kutyski (ukr. Кутиска) – wieś na Ukrainie w rejonie krzemienieckim należącym do obwodu tarnopolskiego.
W rejonie miejscowości w 1920 rozegrała się bitwa pomiędzy wojskami polskimi a sowieckimi.

## Linki zewnętrzne

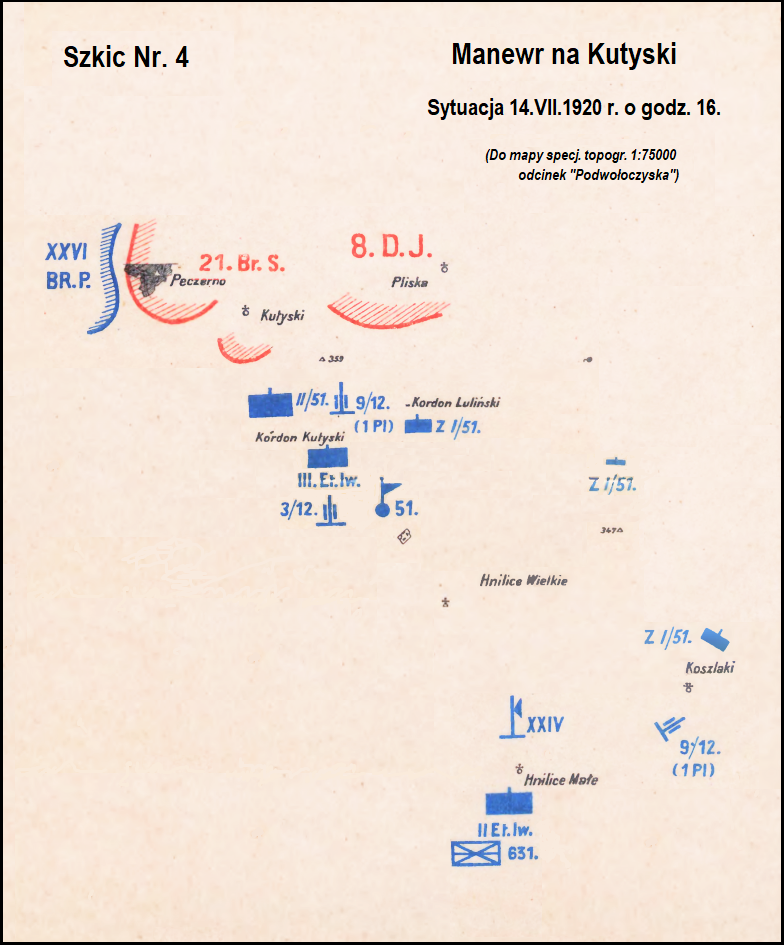
M. Kukiel, Bitwa pod Wołoczyskami.
Manewr na Kutyski